# Felix von Luckner
Le comte Felix von Luckner, né le 9 juin 1881 à Dresde et mort le 13 avril 1966 à Malmö en Suède, est un officier de la marine militaire allemande, connu pour la manière dont il a participé avec le Seeadler aux opérations navales pendant la Première Guerre mondiale dans l'Atlantique et le Pacifique.

## Famille
Felix Nikolaus Alexander Georg Graf von Luckner, né le 9 juin 1881 à Dresde, passe son enfance et sa jeunesse à Gut Pennrich près de Dresde. Il est le fils du lieutenant de cavalerie Heinrich Ludwig Wilhelm Georg comte de Luckner et de la seconde épouse de celui-ci, Marie Lüdicke.
La famille Luckner est originaire du Haut-Palatinat en Bavière. Le premier membre connu est Johann Jakob Luckner, un marchand de houblon et trésorier de la ville de Cham, mort en 1707. Son petit-fils Nicolas Luckner (1722-1794) suit la carrière militaire, passe au service de la France en 1763 avec le grade de lieutenant général, est fait baron par Louis XVI en 1778 puis comte par le roi du Danemark Christian VII ; il est maréchal de France en décembre 1791 et commandant en chef de l'armée du Rhin en 1792 (le Chant de guerre pour l'armée du Rhin de Rouget de Lisle lui est dédié) ; resté fidèle à Louis XVI, il est guillotiné en 1794. Felix von Luckner est son arrière-arrière-petit-fils.
Felix von Luckner s'est marié deux fois. Avec sa première épouse, Petra Schultz, originaire de Hambourg, il a une fille, Inge-Maria, née en 1913 ; leur divorce est prononcé le 24 novembre 1914. Il se remarie le 24 septembre 1924 à Malmö en Suède avec Ingeborg Engeström, qui mourra à Hambourg le 7 janvier 1973 à l'âge de 71 ans.

## Formation
Son père le destine à une carrière militaire dans la cavalerie. Après plusieurs échecs dans des écoles privées, Felix von Luckner âgé de 13 ans s'enfuit de chez lui et s'embarque, sous le faux nom de « Phylax Lüdecke », comme garçon de cabine sur un voilier russe Niobe qui faisait la liaison entre Hambourg et l'Australie.
Débarqué à Fremantle, Luckner, d'après son autobiographie, exerce pendant sept ans divers petits métiers en Australie, puis au Chili, au Mexique et en Jamaïque.
De retour en Allemagne, il obtient en 1903 son brevet de timonier à l'école de navigation de Lübeck et en 1907 son brevet de capitaine à celle de Papenbourg. De 1903 à 1904, il sert comme engagé volontaire dans la marine impériale allemande. Il est doté d'une remarquable force manuelle (dont il fera la démonstration en écrasant des pièces de monnaie entre ses doigts ou en déchirant un annuaire téléphonique à mains nues) et s'entraîne dès 1906 auprès de l'entraîneur de sports de force Theodor Siebert à Alsleben .
En 1910, Luckner est nommé officier d'active sur instruction personnelle d'Henri de Prusse, frère de l'empereur Guillaume II et commandant en chef de la flotte de la Baltique. En février 1912, il sert sur la canonnière Panther.

## Première Guerre mondiale
Le 28 août 1914 Felix von Luckner participe à la bataille navale de Heligoland, puis les 31 mai et 1er juin 1916, en tant qu'officier d'artillerie sur le cuirassé Kronprinz, à la bataille du Jutland, qui opposent la Royal Navy britannique à la Kaiserliche Marine (Marine impériale allemande) en mer du Nord.

### La guerre en voilier
En 1916, il est nommé Kapitänleutnant et commandant du trois-mâts Seeadler (Aigle des mers).
Ce grand voilier en fer, sous l'apparence d’un inoffensif navire de commerce, est en réalité un vaisseau bien armé (deux canons, deux mitrailleuses lourdes, deux tubes lance-torpilles) de 1700 tonneaux, équipé d'un puissant Diesel d'appoint et d'un poste émetteur récepteur de TSF performant. Il fait partie des navires de commerce qu'en 1914 l'Allemagne a transformés en navires de guerre ; ils ont pour mission d’attaquer, de piller et de couler le maximum de navires marchands alliés ou neutres dans l'Atlantique et le Pacifique ; la plupart de ces navires n'ont pas remporté de succès particulier mais ont mobilisé des forces alliées considérables pour les chasser.
Le Seeadler quitte l'Allemagne le 21 décembre 1916, avec un équipage de 6 officiers et 57 hommes. Sous camouflage, il adopte, selon les circonstances, l’apparence d’un navire britannique, norvégien ou américain afin de mieux tromper ses proies, pouvoir les approcher sans risque et ne se dévoiler qu'au moment fatidique.
Selon von Luckner dans son ouvrage Seeteufel publié en 1920, il a capturé ainsi quatorze navires marchands dans l'Atlantique et trois dans le Pacifique, a priori sans aucune victime directe de part et d'autre, à l'exception le 10 mars 1917 d'un marin britannique. La tactique était simple : une fois le navire ennemi capturé, l'équipage du Seeadler transférait la cargaison (quand celle-ci avait de la valeur) et la caisse du bord dans les cales du Seeadler ; puis, après avoir recueilli l’équipage prisonnier, il sabordait au canon le cargo prisonnier afin qu’il n’en reste plus aucune trace. Le 20 mars 1917, Luckner, qui a à son bord près de 300 prisonniers en plus de son propre équipage, les transfère sur le quatre-mâts barque français Cambronne qu'il vient de capturer ; il fait enlever le mât de misaine du navire, ainsi que les espars et les voiles supplémentaires : ce gréement très réduit empêche le Cambronne de rallier rapidement les navires de chasse pour signaler la position précise du Seeadler.
Le Seeadler coule trois navires américains ; il mouille en août 1917 sur l'atoll corallien de Maupihaa dans l'archipel de la Société à l’ouest de la Polynésie, pour nettoyer sa coque, et drosse sur le récif. L'équipage et ses 46 prisonniers, naufragés sur cette île déserte, ont vécu quelques semaines ensemble dans des camps de fortune. Von Luckner équipe un canot à moteur de 6 mètres d'une voile et part vers les îles Fidji avec le lieutenant Carl Kircheiß et quatre autres marins, avec le projet de capturer un navire pour continuer la guerre.
Aprsè un périple d'environ 2 300 milles à travers le Pacifique, Luckner et ses compagnons sont capturés sur l'île de Motuihe dans le golfe de Hauraki au nord de la Nouvelle-Zélande et internés dans un camp de prisonniers ; le 13 décembre 1917, ils s'échappent en s'emparant de la Pearl, la vedette rapide du commandant du camp ; quatre jours plus tard, ils prennent à l'abordage la Moa, un chaland de 90 tonnes, et font route vers les îles Kermadec ; ils sont capturés à hauteur de l'île Macauley le 21 décembre par le croiseur Iris et emprisonnés dans le camp de Motuihe. Luckner restera interné dans divers camps de détention néo-zélandais jusqu'à la fin de la Première Guerre mondiale et son rapatriement en Allemagne, en juillet 1919.

### Aspect juridique
Lors de ces opérations navales au cours de la Première Guerre mondiale qui lui ont valu sa célébrité, Felix von Luckner est un militaire en mission sur ordre de l'état-major de la Marine, contrairement aux corsaires qui étaient des civils et agissaient en toute autonomie après avoir obtenu une lettre de course. L'autonomie de Luckner était une autonomie de fait, seulement due à l'éloignement ; ses attaques contre des navires marchands et non contre des navires de guerre étaient conformes aux ordres reçus.
La qualification de corsaire (civil faisant la guerre de façon autonome après en avoir obtenu l'autorisation des autorités) ne s'applique pas à son cas ; il est à noter que la guerre de course avait été interdite en 1856 par le traité de Paris qui mettait fin à la guerre de Crimée, traité notamment signé par la Prusse.

## Entre-deux-guerres

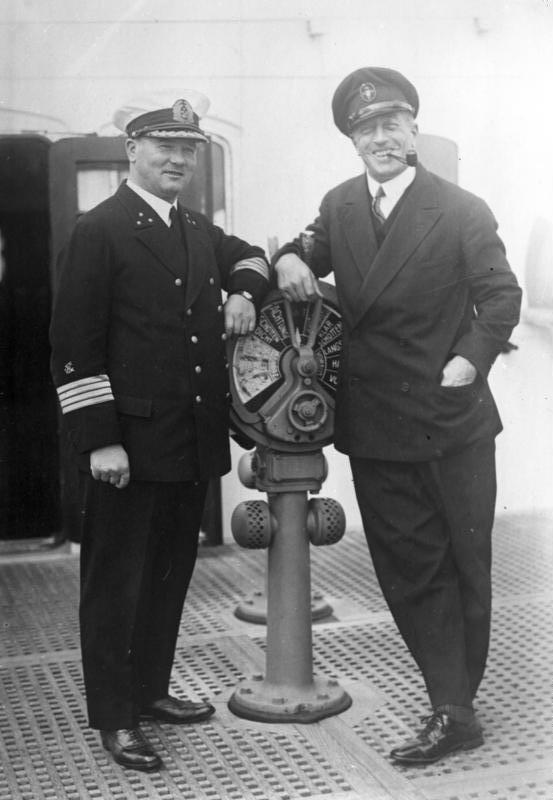
Felix von Luckner (à droite) et le capitaine Leopold Ziegenbein à Brême en septembre 1930 sur le Bremen.

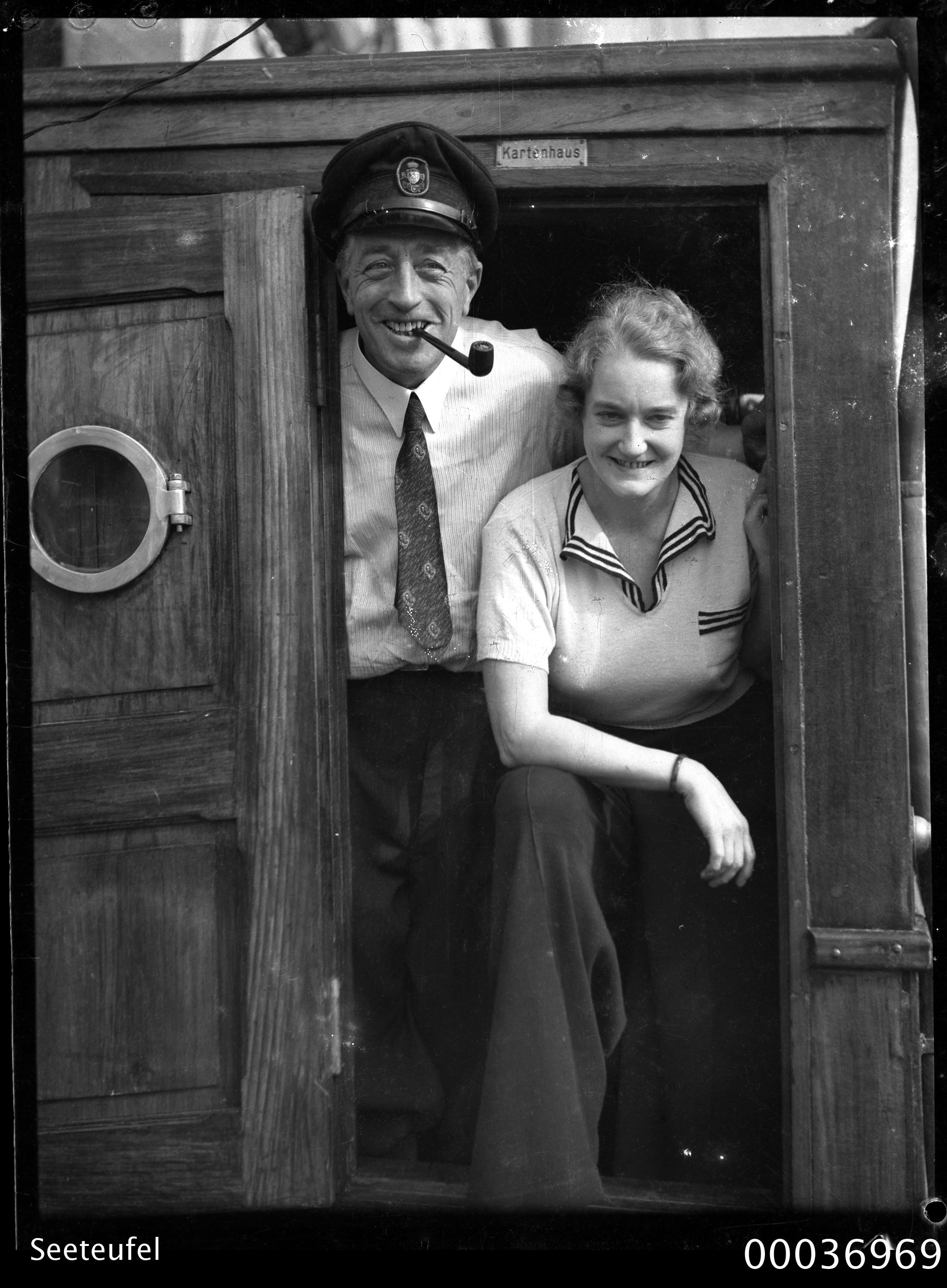
Felix von Lugner et son épouse Ingeborg à bord du Seeteufel, 20 mai 1938.

La Reichsmarine confie à Felix von Luckner en mars 1921 le commandement du voilier-école Niobe ; mais tant ses activités de conférencier très demandé, qui lui prennent énormément de temps, que sa gestion contestée du navire (notamment la participation avec le navire à des tournages de films commerciaux) conduisent la direction de la Reichsmarine à lui suggérer de quitter le service. Il accepte la proposition et quitte la Reichsmarine le 1er juin 1922, avec une promotion au grade de capitaine de corvette.
En 1922, il joue, sous le pseudonyme Phylax Lüdecke, le rôle d'un commandant dans le film Mabel und ihre Freier d'Eva Christa (de) produit par la société Vera-Filmwerke.
Il publie en 1921 Seeteufel: Abenteuer aus meinem Leben où il relate ses aventures maritimes pendant la guerre ; l'ouvrage a du succès, que la traduction anglaise de Lowell Thomas en 1928 amplifiera dans les pays anglophones ; Seeteufel (le diable des mers) devient son surnom. Les ouvrages paraissent sous son nom, mais il a recours à plusieurs prête-plume, dont Carl Kircheiß.
Le 12 mai 1921, Luckner rejoint la franc-maçonnerie régulière de la loge Zur goldenen Kugel à Hambourg.
En 1925, il fonde l'association Graf von Luckner Weltumseglung pour préparer des voyages de conférences dans le monde entier ; une goélette construite en 1919 sur la côte ouest d'Amérique du Nord est acquise, rebaptisée Vaterland et aménagée par le chantier naval Norderwerft de Hambourg ; un équipage est réuni. Le Vaterland quitte Brême le 19 septembre 1926 pour une mission de bonne volonté autour du monde, qui se limitera aux États-Unis. Le 22 octobre 1926, le voilier arrive à New York et le 27 octobre, le comte Luckner est officiellement reçu par la ville. Excellent orateur, il prend la parole à des centaines d'occasions dans tout le pays, en allemand et de plus en plus souvent en anglais ; il suscite l'admiration pour ses qualités de marin et pour avoir mené une guerre en mer avec un minimum de pertes humaines, notamment des vétérans de la Première Guerre mondiale appartenant à l'American Legion. Henry Ford lui offre une voiture (Luckner indiquera que la ville de San Francisco l'a nommé citoyen d'honneur, ce qui est faux. Le président américain Calvin Coolidge souhaite le rencontrer, mais Luckner refuse à la demande du ministère des affaires étrangères de la République de Weimar. Il retourne en Allemagne, où il arrive le 19 avril 1928.
Il raconte son périple américain dans Seeteufel erobert Amerika publié en 1928.
À partir de juin 1933, dans l'Allemagne nationale-socialiste, Felix von Luckner se comporte en opportuniste, adaptant son comportement aux circonstances politiques, pour atteindre deux objectifs principaux : le financement de ses tournées de conférences et l'entretien de ses bateaux par le gouvernement nazi. Il n'adhère pas au parti national-socialiste mais fréquente les détenteurs du pouvoir nazi et les fonctionnaires les plus influents du régime hitlérien, se laisse courtiser par les personnalités du NSDAP.
En 1937 et 1938, Luckner et son épouse entreprennent un tour du monde à bord de leur yacht Seeteufel et sont accueillis en Nouvelle-Zélande et en Australie. Le bureau de Brisbane de la Commonwealth Investigation Branch (CIB) les surveille pendant leur visite, notant leurs contacts ; lorsque l'Australie déclare la guerre à l'Allemagne le 3 septembre 1939, nombre de ces contacts sont arrêtés et internés,.

## Seconde Guerre mondiale
Lors de la déclaration de la guerre, Adolf Hitler tente d'exploiter les exploits de Felix von Luckner pendant la première guerre mondiale à des fins de propagande, mais Luckner refuse de quitter la franc-maçonnerie, ainsi que de renoncer aux  citoyennetés honorifiques accordées aux États-Unis. Ses comptes bancaires sont gelés.
En 1939, il est accusé devant le Sonderehrengericht des Führers (tribunal d'honneur spécial du Führer) d'inceste avec sa fille issue d'un premier mariage et d'avoir abusé de deux jeunes filles mineures, mais il n'est pas condamné.
En 1943, Luckner permet à Rose Janson, juive, de fuir l'Allemagne pour les États-Unis, via un pays neutre, grâce à un passeport trouvé sur une zone bombardée. Bien que Mme Janson ait attesté dans une lettre, cela n'a pas été suffisant pour qu'Yad Vashem certifie ses actes.
Il réside à Halle en Saxe-Anhalt ; en avril 1945, à la demande du maire de la ville, Luckner négocie auprès de l’armée de terre américaine la reddition de la ville sans résistance violente, en violation des ordres d'Adolf Hitler de défendre la ville « bis zum Letzten » (jusqu'au dernier). Les troupes allemandes se retirent vers le sud ; les unités de bombardiers alliés déjà prêtes à décoller pour un bombardement massif restent au sol, Halle devient une ville ouverte ; la section nazie de Halle le condamne à mort, et Luckner ne revient pas à Halle avant la fin du conflit. Des plaques commémoratives à Halle rappellent le fait

## Dernières années
Après la guerre, il quitte l'Allemagne pour la Suède, pays de sa seconde épouse, Ingeborg Engeström.
Il meurt à Malmö en 1966, à l'âge de 84 ans. Son corps est rapatrié en Allemagne et enterré au cimetière d'Ohlsdorf, à Hambourg.

## Publications
- (de) Seeteufel: Abenteuer aus meinem Leben, Leipzig, K. F. Koehler, 1921, 344 p. ; réédition en 1926.
  - traduction en français : Louis Berthain (traducteur), Le dernier corsaire (1914-1918). Comte Félix de Luckner, commandant du voilier pirate 'l'Aigle de la mer' ; souvenirs, Paris, Payot, coll. « Collection de mémoires, études et documents pour servir à l'histoire de la guerre mondiale », 1927, 255 p.
  - traduction en anglais : (en) Lowell Thomas (traducteur), The Sea Devil-The Story of Count Felix Von Luckner, the German War Raider, William Heineman Ltd, 1928 (lire en ligne ).
- (de) Seeteufel erobert Amerika, Leipzig, Koehler & Amelang, 1928, 319 p.
- (de) Ein Freibeuterleben, Dresde, 1938, 221 p.
- (de) Seeteufels Weltfahrt: Alte und neue Abenteuer, Bertelsmann (Gutersloh) 1951.
- (de) Out of an Old Sea Chest, trans. by Edward Fitzgerald, Methuen, London, 1958.
- (de) Aus dem Leben des 'Seeteufels' , edited by Wolfgang Seilkopf, Mitteldeutscher Verlag, Halle, 2000.

Luckner a signé de nombreuses dédicaces et ses autographes ont ensuite souvent été retrouvés dans des ventes aux enchères.